# Guitarra baríton

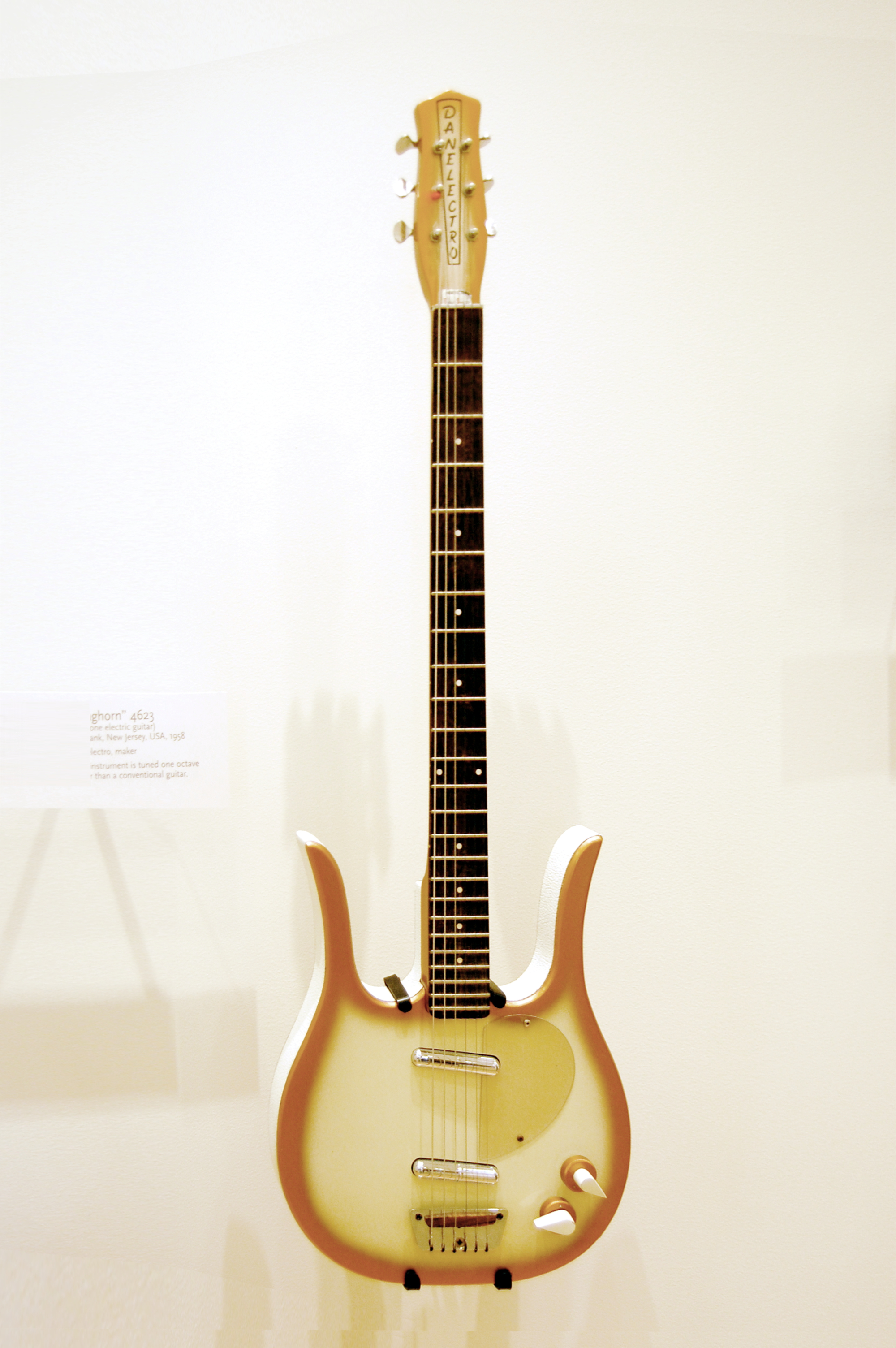
Guitarra baríton Danelectro Longhorn 4623 (1958)

La guitarra baríton és una guitarra amb una longitud d'escala o tir més gran que es va començar a fabricar a l'any 1960. És capaç d'arribar a tonalitats més greus que una guitarra convencional. El seu màstil és més llarg degut a la longitud de l'escala i la seva estructura varia, a més també li calen un altre tipus de cordes. La majoria de guitarres barítons són elèctriques, tot i que també n'hi ha alguna de clàssica o acústica. Marques que n'han produït d'elècteiques són: Gretsch, Fender, Gibson, Ibanez, ESP Guitars, PRS Guitars, MusicMan, Danelectro, Schecter, Jerry Jones Guitars, Burns London… I marques com Tacoma Guitars, Santa Cruz, Taylor, Martin Guitars, Alvarez Guitars n'han fabricat d'acústiques.

## Característiques[1]
Les guitarres baríton tenen una longitud d'escala (la distància entre la celleta i el pont) d'entre 27'' i 30'', mentre que les guitarres elèctriques normals tenen una d'entre 24''i 25''. Això suposarà més trastes a la guitarra i, per tant, més tonalitats.

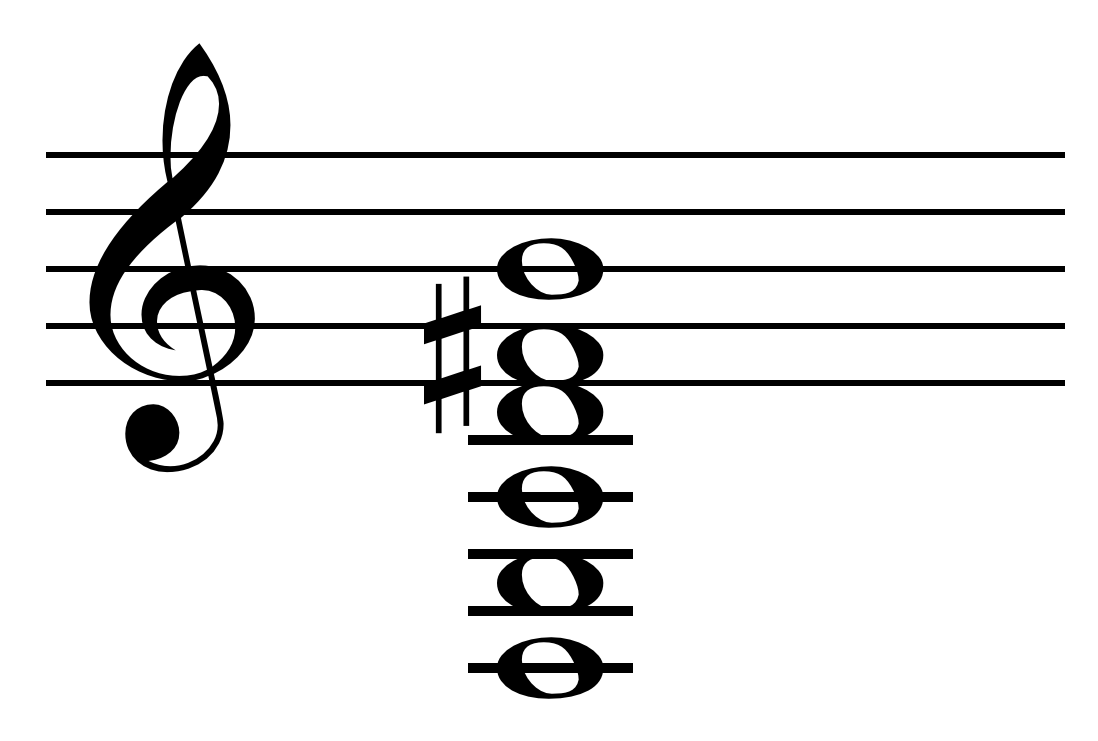
Afinació d'una guitarra baríton en B E A D F# B

L'afinació de les cordes pot variar però normalment ens trobarem amb una cinquena justa o una quarta justa menys que una guitarra normal. Així doncs, si una guitarra estàndard normalment la trobem afinada en E A D G B E, les guitarres baríton seran A D G C E A en el cas de baixar una cinquena i B E A D F♯ B en el cas de baixar una quarta.
Les cordes, que en són 6 igual que en la guitarra estàndard, dependran de l'afinació, però sempre seran més gruixudes i més denses que les d'una guitarra estàndard, a vegades es pot afinar una guitarra baríton com si fos un baix elèctric si s'hi col·loquen les cordes adequades.
Per exemple, un gruix adequat per una guitarra estàndard podria ser un de 0.10 – 0.46, mentre que en una guitarra baríton parlariem d'un gruix de 0.13 – 0.62 en els casos més aguts.

A continuació podem veure una taula on es relacionen el diàmetre i la tensió de cada corda amb una afinació B E A D F♯ B:
| Nombre de referència | Nota | Diàmetre en polzades | Tensió en kg |
| -------------------- | ---- | -------------------- | ------------ |
| PL013                | B    | 0.0130''             | 9.500 kg     |
| PL017                | F#   | 0.0170''             | 9.120 kg     |
| NW026                | D    | 0.0260''             | 11.350 kg    |
| NW036                | A    | 0.0360''             | 11.760 kg    |
| NW046                | E    | 0.0460''             | 10.440 kg    |
| NW062                | B    | 0.0620''             | 10.780 kg    |

La construcció de la guitarra a part de les característiques esmentades és com la d'una guitarra estàndard o un baix. Té un cos massís, amb un pont, unes pastilles i uns potenciòmetres,a dalt del màstil trobem la pala amb els clavillers, més resistens que els d'una guitarra normal, més aviat com els d'un baix i travessant el mànec hi trobem l'ànima, com en els altres instruments.